# Mimudea fovifera
Mimudea fovifera là một loài bướm đêm trong họ Crambidae.